# Tacsou
Tacsou (egyszerűsített kínai írással: 达州市, pinjin: Dázhōu) prefektúra szintű város Kínában, Szecsuan tartományban. Lakosainak száma 5 385 422 fő (2020).

## Népesség
| 2010 | 5 468 097 |
| 2020 | 5 385 422 |

## Testvérvárosok
- Zsitomir